# 아나타한 (영화)
아나타한(Anatahan)은 일본에서 제작된 조세프 본 스텐버그 감독의 1953년 드라마, 전쟁 영화이다. 네기시 아케미 등이 주연으로 출연하였다.

## 출연

### 주연
- 네기시 아케미

### 조연
- 후지카와 준
- 콘도 히로시